# 조나단 포츠
조너선 포츠(Jonathan Potts, 1961년 7월 17일 ~ )는 캐나다의 배우이다.
토론토에서 태어났다.

## 출연 작품
- 렌 앤드 컴퍼니 (2016년)
- 파괴자들(영어판) (2016년) - 블레이크 역
- 노 스트레인저 댄 러브 (2015년) - 존 역
- 노스폴 (2014년)
- 프로스큐팅 케이시 안토니 (2013년)
- 클라라스 데들리 시크릿 (2013년) - 아놀드 역
- 해피엔딩 프로젝트 (2012년) - 릭 다이글 역
- 드림 하우스 (2011년) - 토니 퍼거슨 역
- 데블 (2010년) - 웨인 카잔 역
- 안드로메다의 위기 (2008년)
- 마고리엄의 장난감 백화점 (2007년)
- 브리치 (2007년)
- 캔들스 온 베이 스트리트 (2006년)
- 엘리자베스 유괴 사건 (2003년)
- 스트리트 타임 (2002년)
- 토르소 (2002년)
- 탑 블레이드 더 무비 (2002년)
- 제이슨 X (2001년)
- 사랑보다 아름다운 유혹 2 (2000년)
- 레저렉션 (1999년)
- 가디언 시스템 (1997년)
- 리썰 텐더 (1997년)
- 밤이 기울면 (1995년)
- 지나의 자유시대 (1994년)
- 포에버 나이트 (1989년)

### 텔레비전
- 퀴어 애즈 포크 (2003)